# Maija Karhi
Maija Karhi, gift Kerävä, född 18 mars 1932 i Åbo, död 28 maj 2018 i Helsingfors, var en finländsk skådespelare.
Karhi var dotter till skådespelarna Akseli och Kirsti Karhi. Hon studerade vid Konstuniversitetets Teaterhögskola 1950–1953 och arbetade därefter som skådespelare vid Intimiteatern 1953–1965 samt vid Finlands nationalteater 1965–1999. Hon var en av grundarna till teatergruppen Raivoisat Ruusut. Från 1951 medverkade Karhi i över trettio filmer och tilldelades 1954 Jussistatyetten för bästa kvinnliga huvudroll och 1963 för bästa kvinnliga biroll.